# Toñito
Antonio Jesús García González, meglio noto come Toñito (La Orotava, 24 febbraio 1977), è un ex calciatore spagnolo, di ruolo attaccante.

## Carriera

### Club
Ha giocato nella massima serie dei campionati portoghese, croato e cipriota.

## Palmarès

### Club
- Campionato portoghese: 1

Sporting Lisbona: 1999-2000
- Supercoppa di Portogallo: 2

Sporting Lisbona: 2000, 2002